# Dicaeum vulneratum
Dicaeum vulneratum là một loài chim trong họ Dicaeidae.